# Tornei internazionali di scacchi

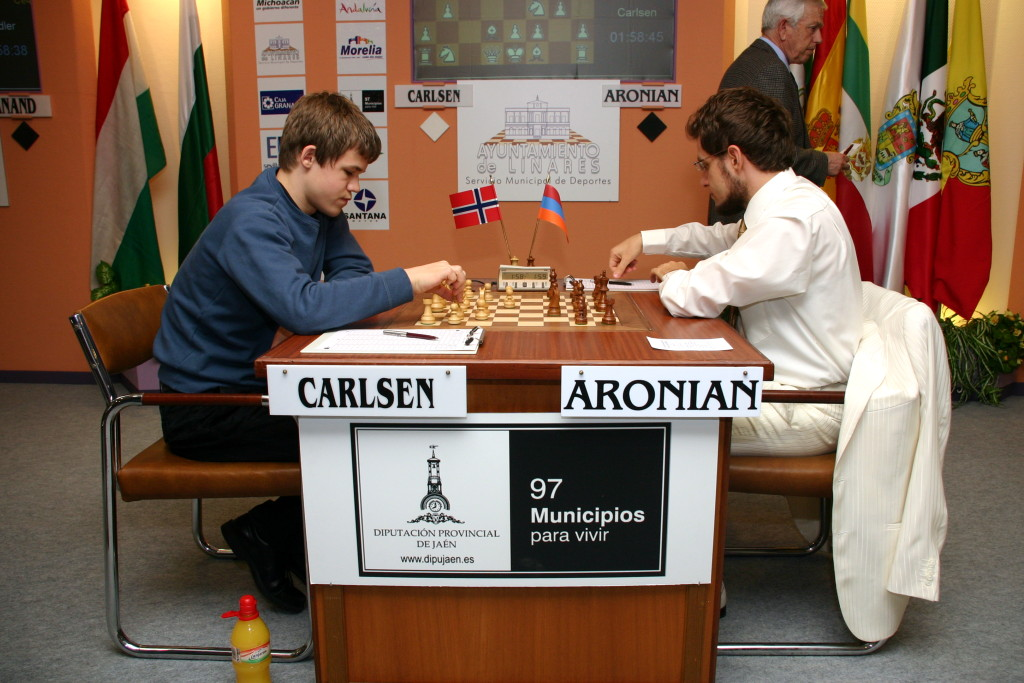
Magnus Carlsen e Lewon Aronyan al torneo di Linares del 2007

Questa è una lista di importanti tornei internazionali di scacchi a tempo lungo (o standard), disputati a partire dal torneo di Londra 1851 fino ai nostri giorni. Per ogni torneo è indicato il vincitore (o vincitori a pari merito).
Sono esclusi dalla lista:
- i campionati del mondo
- le olimpiadi degli scacchi e altre competizioni a squadre
- tutti i campionati nazionali

I tornei svoltisi tra fine anno e l'inizio del successivo sono indicati nell'anno in cui è terminato il torneo.

## 1850–1859
- 1851 Londra: Anderssen
- 1853 Berlino: Dufresne
- 1856 Londra: Falkbeer
- 1857 Manchester: Löwenthal
- 1857 New York: Morphy
- 1859 Vienna: Hamppe

## 1860–1869
- 1860 Cambridge: von Kolisch
- 1861 New York: Leonard J.
- 1861 Bristol: Paulsen
- 1861 Vienna: Steinitz
- 1862 Londra: Anderssen
- 1862 Manchester: Blackburne
- 1862 San Pietroburgo: von Kolisch
- 1862 Düsseldorf: Lange
- 1865 Dublino: Steinitz
- 1866 Londra: De Vere
- 1866 Londra: Steinitz
- 1867 Dundee: Neumann
- 1867 Parigi: von Kolisch
- 1868 Varsavia: Winawer
- 1868 Amburgo: Lange
- 1869 Amburgo: Anderssen, Paulsen
- 1869 Brema: Anderssen

## 1870–1879
- 1870 Baden-Baden: Anderssen
- 1870 Graz: Berger
- 1870 Londra: Wisker
- 1871 Wiesbaden: Göring
- 1871 Lipsia: Anderssen, Mieses
- 1872 Altona: Anderssen
- 1872 Londra: Wisker
- 1872 Londra: Steinitz
- 1873 Vienna: Steinitz,
- 1876 Lipsia: Anderssen
- 1876 Londra: Blackburne
- 1876 Filadelfia: Mason
- 1876 New York: Mackenzie
- 1876 New York: Mason
- 1877 San Pietroburgo: Čigorin
- 1877 Lipsia: Paulsen L.
- 1877 Colonia: Zukertort
- 1878 Parigi: Zukertort, Winawer
- 1878 Francoforte: Paulsen L.
- 1879 San Pietroburgo: Čigorin, Alapin
- 1879 Lipsia: Englisch

## 1880–1889
- 1880 Wiesbaden: Blackburne, Englisch, Schwarz
- 1880 Parigi: Rosenthal
- 1880 New York: Mackenzie
- 1881 Berlino: Blackburne
- 1882 Vienna 1882: Steinitz, Winawer
- 1883 Londra 1883: Zukertort
- 1883 Londra: von Bardeleben
- 1883 Norimberga: Winawer
- 1885 Amburgo: Gunsberg
- 1885 Londra: Gunsberg
- 1886 Londra: Blackburne
- 1886 Nottingham: Burn
- 1886 Belfast: Pollock
- 1887 Francoforte sul Meno: Mackenzie
- 1887 Londra: Burn, Gunsberg
- 1888 Norimberga: Tarrasch
- 1888 Lipsia: Riemann, Bardeleben
- 1889 Berlino: von Scheve
- 1889 Londra: Bird
- 1889 Amsterdam: Burn
- 1889 New York 1889: Weiss, Čigorin
- 1889 Breslavia: Tarrasch

## 1890–1899

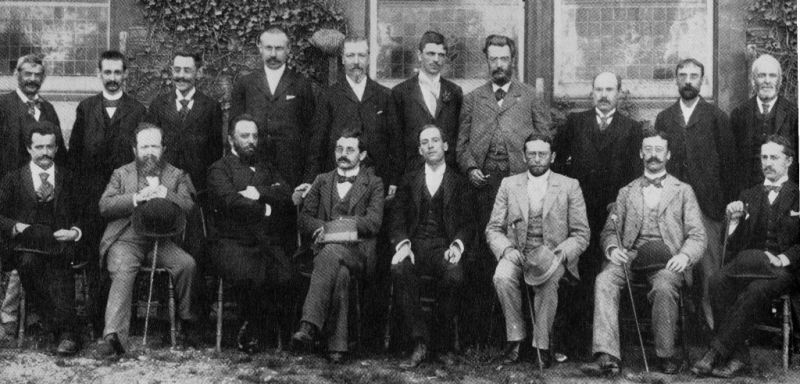
Partecipanti al torneo di Hastings 1895.

- 1890 Manchester: Tarrasch
- 1890 Vienna: Weiss
- 1890 Graz: Makovetz
- 1890 Berlino: Lasker,  B. Lasker
- 1891 Berlino: Caro
- 1892 Dresda: Tarrasch
- 1892 Londra: Lasker
- 1893 Londra: Blackburne
- 1893 New York: Lasker
- 1893 Vienna: Schwarz
- 1894 New York: Steinitz
- 1894 Lipsia: Tarrasch
- 1895 Hastings: Pillsbury
- 1895 Vienna: Marco
- 1895 San Pietroburgo: Lasker
- 1896 Vienna: Schlechter, Weiss
- 1896 Budapest: Čigorin, Charousek
- 1896 Norimberga: Lasker
- 1896 Vienna: Janowski
- 1897 Berlino: Charousek
- 1897 Berlino: von Bardeleben
- 1897 Vienna: Schlechter
- 1898 Vienna: Marco
- 1898 Colonia: Burn
- 1898 Vienna: Tarrasch
- 1899 Londra: Lasker
- 1899 Mosca: Čigorin
- 1899 Vienna: Maróczy

## 1900–1909
- 1900 Parigi: Lasker
- 1900 Londra: Teichmann
- 1900 Monaco: Maróczy, Pillsbury, Schlechter
- 1900 Vienna: Schlechter
- 1900 New York: Lipschütz
- 1901 Mosca: Čigorin
- 1901 Monte Carlo: Janowski
- 1902 Monte Carlo: Maróczy
- 1902 Hannover: Janowski
- 1903 Monte Carlo: Tarrasch
- 1903 Hilversum: Leonhardt
- 1903 Kiev: Čigorin
- 1903 Vienna: Čigorin
- 1904 Cambridge Springs: Marshall
- 1904 Saint Louis: Marshall
- 1904 Londra: Napier
- 1904 Monte Carlo: Maróczy
- 1904 Coburgo: von Bardeleben, Schlechter, Swiderski
- 1905 Vienna: Schlechter
- 1905 Ostenda: Maróczy
- 1905 Barmen: Janowski, Maróczy
- 1905 Scheveningen: Marshall
- 1906 San Pietroburgo: Salwe
- 1906 Kiev: Duz-Chotymyrs'kyj
- 1906 Ostenda: Schlechter
- 1906 Stoccolma: Bernstein, Schlechter
- 1906 Norimberga: Marshall
- 1906 Monaco: Nimzowitsch
- 1907 Berlino: Teichmann
- 1907 Vienna: Mieses
- 1907 Copenaghen: Leonhardt
- 1907 Ostenda: Tarrasch
- 1907 Ostenda (Torneo B): Bernstein, Rubinstein
- 1907 Carlsbad: Rubinstein
- 1908 Łódź: Rubinstein
- 1908 Vienna: Maróczy, Schlechter, Duras
- 1908 Praga: Duras, Schlechter
- 1908 Düsseldorf: Marshall
- 1909 Berlino: Erich Cohn, Teichmann
- 1909 San Pietroburgo: Lasker, Rubinstein
- 1909 Vilnius: Rubinstein
- 1909 Stoccolma: Spielmann
- 1909 Göteborg: Vidmar

## 1910–1919
- 1900 Vienna: Réti
- 1910 Amburgo: Schlechter
- 1910 Berlino: Teichmann
- 1910 Varsavia: Rotlewi, Rubinstein
- 1910 Odessa: Verlins'kyj
- 1911 Colonia: Lowtzky
- 1911 San Remo: Fahrni
- 1911 New York: Marshall
- 1911 Mosca: Bernstein
- 1911 Kiev: Bohatyrčuk
- 1911 San Sebastián: Capablanca
- 1911 Carlsbad: Teichmann
- 1912 San Sebastián: Rubinstein
- 1912 Bad Pistyan: Rubinstein
- 1912 Breslavia: Rubinstein, Duras
- 1912 Varsavia: Rubinstein
- 1912 Vilnius: Rubinstein
- 1912 Łódź: Bogoljubov
- 1912 Abbazia: Spielmann
- 1912 Budapest: Vidmar
- 1912 Budapest: Marshall, Schlechter
- 1912 Temesvár: Breyer
- 1912 Stoccolma: Alechin
- 1913 Budapest: Spielmann
- 1913 L'Avana: Marshall
- 1913 New York: Capablanca
- 1913 Scheveningen: Alechin
- 1913 Vienna: Schlechter
- 1914 San Pietroburgo: (All Russia) Alechin, Nimzovič
- 1914 San Pietroburgo:  Lasker
- 1914 Vienna: Schlechter
- 1914 Baden bei Wien: Spielmann
- 1914 Mannheim: Alechin
- 1914 Baden-Baden: Flamberg
- 1915 Triberg: Bogoljubov
- 1915 Vienna: Schlechter
- 1915 New York: Capablanca
- 1915 Mosca: Alechin
- 1916 New York: Chajes, Janowski
- 1916 New York: Capablanca
- 1916 Copenaghen: Johner P.
- 1916 Varsavia: Rubinstein, Lowtzky
- 1917 Łódź: Rubinstein
- 1917 Vienna: Schlechter
- 1917 Varsavia: Rubinstein
- 1918 Vienna: Vidmar
- 1918 Košice: Réti
- 1918 New York: Capablanca

## 1920–1929
- 1920 Amsterdam: Réti
- 1920 Göteborg: Réti
- 1920 Berlino: Réti
- 1920 Berlino: Sämisch
- 1921 Triberg: Alekhine
- 1921 Budapest: Alekhine
- 1921 L'Aia: Alekhine
- 1921 Amburgo: Ehrhardt Post
- 1922 Montevideo: Grau
- 1922 Piešťany: Bogoljubov
- 1922 Londra: Capablanca
- 1922 Hastings: Alekhine
- 1922 Vienna: Rubinstein
- 1922 Teplice: Réti, Spielmann
- 1923 Carlsbad: Alekhine, Bogoljubov, Maróczy
- 1923 Vienna: Tartakower
- 1923 Francoforte sul Meno: Grünfeld
- 1923 Scheveningen: Spielmann, Johner
- 1923 Margate: Grünfeld
- 1923 Märisch Ostrau: Lasker
- 1923 Copenaghen: Nimzovich
- 1923 Lake Hopatcong: Marshall, Kupchik
- 1923 Liverpool: Mieses
- 1924 New York: Lasker
- 1924 Copenaghen: Nimzovich
- 1924 Merano: Grünfeld
- 1924 Parigi: Matisons
- 1925 Debrecen: Kmoch
- 1925 Baden-Baden: Alechin
- 1925 Parigi: Alechin
- 1925 Breslavia: Bogoljubov
- 1925 Mariánské Lázně: Rubinstein, Nimzovich
- 1925 Mosca: Bogoljubov
- 1926 Budapest: Ernst Grünfeld, Monticelli
- 1926 Semmering: Spielmann
- 1926 Lake Hopatcong: Capablanca
- 1926 Chicago: Marshall
- 1926 Scarborough: Alekhine
- 1926 Dresda: Nimzovich
- 1926 Berlino: Bogoljubov
- 1926 Monaco di Baviera: Przepiórka
- 1926 Merano: Colle
- 1927 Bad Niendorf: Tartakower, Nimzovich
- 1927 Londra: Nimzovich, Tartakover
- 1927 Kecskemét : Alekhine
- 1927 Magdeburg: Spielmann
- 1927 Bad Homburg: Bogoljubov
- 1927 Scarborough: Colle
- 1927 New York: Capablanca
- 1928 Berlino: Nimzovich
- 1928 Budapest: Capablanca
- 1928 Scarborough: Winter
- 1928 Brno: Sämisch, Réti
- 1928 Vienna: Réti
- 1928 Giessen: Réti
- 1928 Dortmund: Sämisch
- 1928 Bad Kissingen: Bogoljubov
- 1928 Berlino: Capablanca
- 1928 L'Aia: Euwe
- 1929 Göteborg: Stahlberg
- 1929 Duisburg: Ahues
- 1929 Carlsbad: Nimzovich
- 1929 Rogaska Slatina: Rubinstein
- 1929 Budapest: Capablanca
- 1929 Barcellona: Capablanca
- 1929 Ramsgate: Capablanca

## 1930–1939
- 1930 San Remo: Alechin
- 1930 Francoforte sul Meno: Nimzovich
- 1930 Scarborough: Colle
- 1930 Stoccolma: Kashdan
- 1930 Stoccolma: Erik Andersen
- 1930 Swinemünde: Sämisch
- 1930 Liegi: Tartakower
- 1930 Nizza: Tartakower
- 1931 Bled: Alechin
- 1931 New York: Capablanca
- 1932 Bad Ems: Kieninger
- 1932 Sliač: Flohr, Vidmar
- 1932 Londra: Alechin
- 1932 Berna: Alechin
- 1932 Pasadena: Alechin
- 1933 Bad Aachen: Bogoljubov
- 1933 Scheveningen: Flohr
- 1933 Parigi: Alechin
- 1934 Zurigo: Alechin
- 1934 Copenaghen: Nimzovich
- 1934 Bad Niendorf: Stahlberg
- 1934 Budapest: Eliskases
- 1934 Budapest: Lilienthal
- 1934 Leningrado: Botvinnik
- 1935 Barcellona: Flohr, Koltanowski
- 1935 Bad Nauheim: Bogoljubov
- 1935 Łódź: Tartakower
- 1935 Örebro: Alechin
- 1935 Mosca: Botvinnik, Flohr
- 1935 Helsinki: Frydman
- 1935 Margate: Reshevsky
- 1936 Mar del Plata: Pleci
- 1936 Helsinki: Lundin
- 1936 Margate: Flohr
- 1936 Bad Nauheim: Alechin, Keres
- 1936 Zaandvoort: Fine
- 1936 Amsterdam: Euwe, Fine
- 1936 Dresda: Alechin
- 1936 Mosca: Capablanca
- 1936 Nottingham: Botvinnik, Capablanca
- 1936 Podebrady: Flohr
- 1937 Kemeri: Flohr, Petrovs, Reshevsky
- 1937 Bad Elster: Bogoljubov, Rellstab
- 1937 Mosca: Fine
- 1937 Leningrado: Fine
- 1937 Margate: Fine, Keres
- 1937 Ostenda: Fine, Grob, Keres
- 1937 Semmering-Baden: Keres
- 1937 Rogaska Slatina: Najdorf
- 1938 Vienna: Steiner L.
- 1938 Montevideo: Alechin
- 1938 Łódź: Pirc
- 1938 Margate: Alechin
- 1938 Bad Elster: Bogoljubov
- 1938 Bad Harzburg: Pirc
- 1938 Noordwijk: Eliskases
- 1938 Lubiana: Kostić
- 1938 AVRO: Keres, Fine
- 1939 Leningrado - Mosca: Flohr
- 1939 Kemeri - Riga: Flohr
- 1939 Margate: Keres
- 1939 Stoccarda: Bogoljubov
- 1939 New York: Fine
- 1939 Oslo: Stahlberg, Lundin
- 1939 Bournemouth: Euwe
- 1939 Rosario: Petrovs
- 1939 Montevideo: Alechin
- 1939 Buenos Aires: Najdorf, Keres

## 1940–1949
- 1940 L'Avana: Kashdan
- 1940 New York: Reshevsky
- 1940 Dallas: Fine
- 1940 Budapest: Euwe
- 1940 Berlin: Bogoljubov
- 1941 Mar del Plata: Stahlberg
- 1941 Buenos Aires: Stahlberg, Najdorf
- 1941 Buenos Aires: Frydman P.
- 1941 Montevideo: Eliskases
- 1941 New York: Fine
- 1941 Trenčianske Teplice: Foltys
- 1941 Monaco: Stoltz
- 1942 Mar del Plata: Najdorf
- 1942 Sverdlovsk: Ragozin
- 1942 Kujbyšev: Boleslavsky
- 1942 Mosca: Bondarevskij
- 1942 Salisburgo: Alechin
- 1942 Monaco: Alechin
- 1942 Praga: Alechin, Junge
- 1943 Mar del Plata: Najdorf
- 1943 Rio de Janeiro: Eliskases
- 1943 Sverdlovsk: Botvinnik
- 1943 Praga: Alechin
- 1943 Salisburgo: Keres, Alechin
- 1943 Madrid: Keres
- 1944 Mar del Plata: Pilnik, Najdorf
- 1944 La Plata: Najdorf
- 1944 Buenos Aires: Czerniak
- 1944 Gijón: Alechin
- 1945 Riga: Keres
- 1945 Mar del Plata: Najdorf
- 1945 Buenos Aires: Najdorf
- 1945 Hollywood: Reshevsky
- 1945 Madrid: Alechin
- 1945 Riga: Mikėnas
- 1946 Mar del Plata: Najdorf
- 1946 Groninga: Botvinnik
- 1946 Praga: Najdorf
- 1947 Mosca: Botvinnik
- 1947 Pärnu: Keres
- 1947 Mar del Plata: Najdorf
- 1947 Buenos Aires: Stahlberg
- 1947 Buenos Aires - La Plata: Stahlberg
- 1947 San Paolo: Eliskases
- 1947 Varsavia: Gligorić
- 1948 Karlovy Vary - Mariánské Lázně: Foltys
- 1948 Mar del Plata: Eliskases
- 1948 Buenos Aires - La Plata: Najdorf
- 1948 Venezia: Najdorf
- 1948 New York: Fine
- 1949 Mar del Plata: Rossetto
- 1949 Heidelberg: Unzicker
- 1949 Trenčianske Teplice: Stahlberg
- 1949 Venezia: Szabó

## 1950–1959
- 1950 Mar del Plata: Gligorić
- 1950 Amsterdam: Najdorf
- 1950 Salzbrunn: Keres
- 1950 Venezia: Kotov
- 1950 Gijón: Rossolimo
- 1950 Budapest (Torneo dei Candidati): Bronštejn e Boleslavsky
- 1951 New York: Reshevsky
- 1951 Madrid: Prins
- 1951 Gijón: Euwe
- 1951 Vienna: Czerniak
- 1951 Birmingham: Gligorić
- 1952 L'Avana: Reshevsky, Najdorf
- 1952 Mar del Plata: Bolbochán, Rossetto
- 1952 Budapest: Keres
- 1952 Belgrado: Pilnik
- 1953 Mar del Plata: Gligorić
- 1953 Bucharest: Toluš
- 1953 Zurigo: Smyslov
- 1954 Belgrado: Bronštejn
- 1954 Bucarest: Korčnoj
- 1954 Montevideo: Letelier
- 1955 Mar del Plata: Ivkov
- 1955 Buenos Aires: Ivkov
- 1955 Zagabria: Smyslov
- 1955 Gijón: Pomar
- 1956 Mar del Plata: Bolbochán, Najdorf
- 1956 Montevideo: Najdorf
- 1956 Mosca: Botvinnik, Smyslov
- 1956 Dresda: Averbach, Cholmov
- 1956 Amsterdam (Torneo dei Candidati): Smyslov
- 1957 Mar del Plata: Keres
- 1957 Dallas: Reshevsky, Gligorić
- 1957 San Paolo: Raúl Sanguinetti
- 1957 Gotha: Bronštejn
- 1957 Madrid: Klaus Darga
- 1958 Haifa - Tel Aviv: Reshevsky
- 1958 Mar del Plata: Larsen
- 1958 Bogotá: Panno
- 1959 Mosca: Bronštejn, Smyslov, Spasskij
- 1959 Mar del Plata: Najdorf, Pachman
- 1959 Santiago del Cile: Ivkov, Pachman
- 1959 Lima: Ivkov, Pachman
- 1959 Zurigo: Tal'
- 1959 Dresda: Heller, Tajmanov
- 1959 Belgrado (Torneo dei Candidati): Tal'
- 1959 Riga: Spasskij

## 1960–1969
- 1960 Mar del Plata: Spasskij, Fischer
- 1960 Buenos Aires: Korčnoj, Reshevsky
- 1961 Stoccolma: Tal'
- 1961 Belgrado: Vasjukov
- 1961 Mar del Plata: Najdorf
- 1961 Bled: Tal'
- 1961 Zurigo: Keres
- 1961 Dortmund: Tajmanov
- 1961 Santa Fe: Byrne R.
- 1962 Mar del Plata: Paluhaeŭski
- 1962 Berlino: Vasjukov
- 1962 Curaçao (Torneo dei Candidati): Petrosyan
- 1962 L'Avana: Najdorf
- 1963 Los Angeles: Keres, Petrosyan
- 1963 L'Avana: Korčnoj
- 1963 Mosca: Smyslov
- 1963 Sarajevo: Portisch
- 1963 Miszkolc: Tal'
- 1964 Belgrado: Spasskij
- 1964 Buenos Aires: Keres, Petrosyan
- 1964 L'Avana: Smyslov, Uhlmann
- 1965 Mar del Plata: Najdorf
- 1965 Erevan: Korčnoj
- 1965 L'Avana: Smyslov
- 1965 Santiago del Cile: Smyslov
- 1965 Zagabria: Ivkov, Uhlmann
- 1965 Tbilisi (Torneo dei Candidati): Spasskij
- 1965 Palma de Maiorca: Pomar, O'Kelly, Darga
- 1966 Santa Monica: (Piatigorsky Cup) Spasskij
- 1966 Mar del Plata: Smyslov
- 1966 Mosca: Petrosyan
- 1966 Soči: Korčnoj
- 1966 Kislovodsk: Heller
- 1966 Tel Aviv: Gligorić
- 1966 Palma di Maiorca: Tal'
- 1967 Monte Carlo: Fischer
- 1967 Beverwijk: Spasskij
- 1967 L'Avana: Larsen
- 1967 Leningrado: Korčnoj
- 1967 Mosca: Štejn
- 1967 Budua: Korčnoj
- 1967 Maribor: Unzicker
- 1967 Winnipeg: Darga, Larsen
- 1967 Palma de Maiorca: Larsen
- 1967 Skopje: Fischer
- 1968 Monte Carlo: Larsen
- 1968 Bamberg: Keres
- 1968 Wijk aan Zee: Korčnoj
- 1968 Kiev (Torneo dei Candidati): Spasskij
- 1968 Netanya: Fischer
- 1968 Vinkovci: Fischer
- 1968 Skopje: Portisch
- 1968 Palma de Maiorca: Korčnoj
- 1968 L'Avana: Cholmov
- 1969 Tallinn: Štejn
- 1969 Monte Carlo: Portisch, Smyslov
- 1969 Busum: Larsen
- 1969 San Juan: Spasskij
- 1969 Palma di Maiorca: Larsen
- 1969 Netanya: Reshevsky

## 1970–1979
- 1970 Budapest: Keres
- 1970 Lugano: Larsen
- 1970 Rovigno - Zagabria: Fischer
- 1970 Buenos Aires: Fischer
- 1970 Leida: Spasskij
- 1970 Vinkovci: Larsen
- 1970 Caracas: Štejn, Kavalek, Panno
- 1971 Mar del Plata: Paluhaeŭski
- 1971 Mosca: Karpov, Štejn
- 1971 Tallinn: Keres, Tal'
- 1971 Wijk aan Zee: Korčnoj
- 1971 L'Avana: Hort
- 1971 Göteborg: Andersson, Hort
- 1971 Palma di Maiorca: Panno, Ljubojević
- 1971 Vrsac: Mecking
- 1971 Buenos Aires (Torneo dei Candidati): Fischer
- 1972 Teesside: Larsen
- 1972 San Antonio: Portisch, Petrosyan, Karpov
- 1972 Palma di Maiorca: Panno, Korčnoj, Smejkal
- 1973 Hilversum: Szabó, Heller
- 1973 Budapest: Heller
- 1973 Tallinn: Tal'
- 1973 Soči: Tal'
- 1973 Madrid: Karpov
- 1973 Netanya: Kavalek
- 1974 Montilla Moriles: Radulov
- 1974 Manila: Vasjukov
- 1974 Las Palmas: Ljubojević
- 1974 Mosca (Torneo dei Candidati): Karpov
- 1975 Wijk aan Zee: Portisch
- 1975 Montilla Moriles: Paluhaeŭski, Radulov
- 1975 Tallinn: Keres
- 1975 Mosca: Heller
- 1975 Portorose - Lubiana: Karpov
- 1975 Milano: Karpov
- 1975 Teesside: Heller
- 1975 Manila: Ljubojević
- 1976 Wijk aan Zee: Ljubojević, Ólafsson
- 1976 Amsterdam: Karpov
- 1977 Bad Lauterberg: Karpov
- 1977 Ginevra: Larsen
- 1977 Leningrado: Romanyšyn, Tal'
- 1977 Portorose - Lubiana: Larsen
- 1977 Tilburg: Karpov
- 1978 Belgrado (Torneo dei Candidati): Korčnoj
- 1978 Bugojno: Karpov, Spasskij
- 1978 Niksić: Gul'ko, Timman
- 1978 Tilburg: Portisch
- 1978 Wijk aan Zee: Portisch
- 1978 Amsterdam: Timman
- 1979 Montréal: Karpov, Tal'
- 1979 Tilburg: Karpov
- 1979 Wijk aan Zee: Paluhaeŭski
- 1979 Bled - Portorož: Timman
- 1979 Biel: Korčnoj
- 1979 Amsterdam: Hort, Sax

## 1980–1989
- 1980 Amsterdam: Karpov
- 1980 Bad Kissingen: Karpov
- 1980 Buenos Aires: Larsen
- 1980 Bugojno: Karpov
- 1980 Londra: Andersson, Korčnoj, Miles
- 1980 Vrbas: Miles
- 1980 Baden: Spasskij, Beljavs'kyj
- 1980 Tilburg: Karpov
- 1981 Merano (Torneo dei Candidati): Korčnoj
- 1981 Wijk aan Zee: Sosonko, Timman
- 1981 Amsterdam: Timman
- 1981 Bad Kissingen: Korčnoj
- 1981 Las Palmas: Timman
- 1981 Linares: Karpov
- 1981 Mosca: Karpov
- 1981 Tilburg: Beljavs'kyj
- 1982 Bugojno: Kasparov
- 1982 Londra: Andersson, Karpov
- 1982 Soči: Tal'
- 1982 Mosca: Tal', Vahanyan
- 1982 Wijk aan Zee: Balašov, Nunn
- 1982 Chicago: Hübner
- 1982 Mar del Plata: Timman
- 1982 Tilburg: Karpov
- 1982 Torino: Andersson, Karpov
- 1983 Linares: Spasskij
- 1983 Wijk aan Zee: Andersson
- 1983 Niksić: Kasparov
- 1983 Gjovik: Nunn, Adorján, Browne
- 1983 Tilburg: Karpov
- 1984 Oslo: Karpov
- 1984 Novi Sad: Nikolić
- 1984 Wijk aan Zee: Beljavs'kyj, Korčnoj
- 1984 Bugojno: Timman
- 1984 Londra: Karpov
- 1984 Vilnius (Torneo dei Candidati): Kasparov
- 1984 Sarajevo: Korčnoj, Timman
- 1984 Titograd: Velimirović, Korčnoj
- 1984 Tilburg: Miles
- 1985 Amsterdam: Karpov
- 1985 Portorose-Lubiana: Portisch, Ribli, Miles
- 1985 Reggio Emilia: Portisch
- 1985 Linares: Hübner, Ljubojević
- 1985 Wijk aan Zee: Timman
- 1985 Mosca: Romanyšyn
- 1985 Naestved: Vahanyan, Browne, Larsen
- 1986 Bruxelles: Karpov
- 1986 Bugojno: Karpov
- 1986 Wijk aan Zee: Short
- 1986 Tilburg: Beljavs'kyj
- 1986 Londra: Flear
- 1987 Belgrado: Ljubojević
- 1987 Bruxelles: Kasparov, Ljubojević
- 1987 Tilburg: Timman
- 1987 Reykjavík: Short
- 1987 Amsterdam: Karpov, Timman
- 1987 Linares (Torneo dei Candidati): Karpov
- 1988 Belfort: (World Cup) - Kasparov
- 1988 Bruxelles WC: Karpov
- 1988 Reykjavík WC: Kasparov
- 1989 Barcellona WC: Kasparov, Ljubojević
- 1989 Linares: Ivančuk
- 1989 Rotterdam WC: Timman
- 1989 Skelleftea WC: Karpov, Kasparov
- 1989 Tilburg: Kasparov

## 1990-1999
- 1990 Linares: Kasparov
- 1990 Kuala Lumpur (Torneo dei Candidati): Karpov
- 1990 Tilburg: Ivančuk, Kamskij
- 1990 Wijk aan Zee: Nunn
- 1991 Amsterdam: Salov, Short
- 1991 Linares: Ivančuk
- 1991 Reykjavík: Ivančuk, Karpov
- 1991 Tilburg: Kasparov
- 1992 Biel: Karpov
- 1992 Dortmund: Ivančuk, Kasparov
- 1992 Linares: Kasparov
- 1992 Mosca: Anand, Gelfand
- 1992 Wijk aan Zee: Gelfand, Salov
- 1993 San Lorenzo de El Escorial (Torneo dei Candidati): Short
- 1993 Amsterdam: Anand, Kramnik, Short
- 1993 Belgrado: Beljavs'kyj
- 1993 Dortmund: Karpov
- 1993 Las Palmas: Ivan Morović
- 1993 Linares: Kasparov
- 1993 Monaco: Širov
- 1993 Wijk aan Zee: Karpov
- 1994 Amsterdam: Kasparov
- 1994 Buenos Aires: Salov
- 1994 Las Palmas: Kamskij
- 1994 Linares: Karpov
- 1994 Novgorod: Ivančuk, Kasparov
- 1995 Las Palmas (Torneo dei Candidati): Anand
- 1995 Amsterdam: Lautier
- 1995 Dortmund: Kramnik
- 1995 Dos Hermanas: Adams, Kamskij, Karpov
- 1995 Linares: Ivančuk
- 1995 Novgorod: Kasparov
- 1995 Riga: Kasparov
- 1996 Amsterdam: Kasparov, Topalov
- 1996 Dortmund: Anand, Kramnik
- 1996 Dos Hermanas: Kramnik, Topalov
- 1996 Las Palmas: Kasparov
- 1996 León: Polgár J., Topalov
- 1996 Madrid: Illescas Córdoba, Topalov
- 1996 Novgorod: Topalov
- 1996 Pärnu: Short
- 1996 Vienna: Gelfand, Karpov, Topalov
- 1996 Wijk aan Zee: Ivančuk
- 1997 Belgrado: Anand, Ivančuk
- 1997 Biel: Anand
- 1997 Dortmund: Kramnik
- 1997 Dos Hermanas: Anand, Kramnik
- 1997 Linares: Kasparov
- 1997 Madrid: Širov, Topalov
- 1997 Novgorod: Kasparov
- 1997 Ter Apel: Širov
- 1997 Tilburg: Kasparov, Kramnik, Svidler
- 1997 Wijk aan Zee: Salov
- 1998 Dortmund: Adams, Kramnik, Svidler
- 1998 Linares: Anand
- 1998 Madrid: Anand
- 1998 Polanica Zdroj: Gelfand
- 1998 Tilburg: Anand
- 1998 Wijk aan Zee: Anand, Kramnik
- 1999 Dortmund: Lékó
- 1999 Dos Hermanas: Adams
- 1999 Linares: Kasparov
- 1999 Sarajevo: Kasparov
- 1999 Wijk aan Zee: (Corus) Kasparov

## 2000–2009
- 2000 Dortmund: Anand, Kramnik
- 2000 Linares: Kasparov, Kramnik
- 2000 Biel: Svidler
- 2000 Leopoli: Ivančuk
- 2000 Mérida: Širov
- 2000 Montecatini Terme: Ivančuk
- 2000 Polanica Zdrój: Gelfand
- 2000 Shenyang (Coppa del Mondo): Anand
- 2000 Sarajevo: Kasparov
- 2000 Wijk aan Zee: Kasparov
- 2001 Astana: Kasparov
- 2001 Dortmund: Kramnik, Topalov
- 2001 Linares: Kasparov
- 2001 Biel: Korčnoj
- 2001 Mérida: Anand
- 2001 Wijk aan Zee: Kasparov
- 2002 Cannes: Gelfand, Topalov
- 2002 Linares: Kasparov
- 2002 Wijk aan Zee: Bareev
- 2002 Hyderabad (Coppa del Mondo): Anand
- 2003 Budapest: Short
- 2003 Dortmund: Bologan
- 2003 Enghien les Bains: Bareev
- 2003 Biel: Morozevič
- 2003 Hoogeveen: Polgár J.
- 2003 Linares: Kramnik, Lékó
- 2003 Wijk aan Zee: Anand
- 2004 Biel: Morozevič
- 2004 Dortmund: Anand
- 2004 Linares: Kramnik
- 2004 Poikovsky Karpov: Griščuk, Rublëvskij
- 2004 Wijk aan Zee: Anand
- 2005 Dortmund: Naiditsch
- 2005 Linares: Kasparov, Topalov
- 2005 Mosca: Rublëvskij
- 2005 Poikovsky Karpov: Bacrot, Bologan
- 2005 Sofia: Topalov
- 2005 Wijk aan Zee: Lékó
- 2005 Chanty-Mansijsk (Coppa del Mondo): Aronyan
- 2006 Biel: Morozevič
- 2006 Dortmund: Kramnik, Svidler
- 2006 Foros: Rublëvskij
- 2006 Hoogeveen: Məmmədyarov, Polgár J.
- 2006 Morelia - Linares: Aronyan
- 2006 Mosca: Aronyan, Lékó, Ponomarëv
- 2006 Pamplona: Morozevič
- 2006 Poikovsky Karpov: Širov
- 2006 Sofia: Topalov
- 2006 Wijk aan Zee: Anand, Topalov
- 2007 Morelia - Linares: Anand
- 2007 Poikovsky Karpov: Jakovenko
- 2007 Sofia: Topalov
- 2007 Wijk aan Zee: (Corus) Aronyan, Rəcəbov, Topalov
- 2007 Biel: Carlsen
- 2007 Dortmund: Kramnik
- 2007 Elista (Torneo dei Candidati): Aronyan, Lékó, Griščuk, Gelfand
- 2007 Chanty-Mansijsk (Coppa del Mondo): Kamskij
- 2007 Mosca: Kramnik
- 2008 Wijk ann Zee (Corus): Aronyan, Carlsen
- 2008 Morelia-Linares: Anand
- 2008 Baku: (FIDE Grand Prix) Həşimov, Wang Yue, Carlsen
- 2008 Sofia: Ivančuk
- 2008 Sarajevo: Morozevič
- 2008 Foros: Carlsen
- 2008 Dortmund: Lékó
- 2008 Poikovsky Karpov: Rublëvskij, Jakovenko, Həşimov, Širov
- 2008 Erevan: Aronyan
- 2008 Biel: Alekseev
- 2008 Soči: (FIDE Grand Prix) Aronyan
- 2008 Mosca: Ivančuk
- 2008 Bilbao: (Grand Slam) Topalov
- 2008 Nanchino: (Pearl Spring) Topalov
- 2008 Ėlista: (FIDE Grand Prix) Rəcəbov, Jakovenko, Griščuk
- 2009 Wijk aan Zee: (Corus) Karjakin
- 2009 Linares: Griščuk, Ivančuk
- 2009 Nal'čik: (FIDE Grand Prix 2008-2009) Aronyan
- 2009 Sofia: Širov
- 2009 Poikovsky Karpov: Motylëv
- 2009 Bazna: Ivančuk
- 2009 Dortmund: Kramnik
- 2009 San Sebastián: Nakamura
- 2009 Biel: Vachier-Lagrave
- 2009 Jermuk: (FIDE Grand Prix) Ivančuk
- 2009 Bilbao: Aronyan
- 2009 Nanchino: (Pearl Spring) Carlsen
- 2009 Mosca: Kramnik
- 2009 Chanty-Mansijsk (Coppa del Mondo): Gelfand
- 2009 Londra: Carlsen

## 2010-2019
- 2010 Reggio Emilia (Capodanno): Kamskij
- 2010 Wijk aan Zee (Corus): Carlsen
- 2010 Gibilterra: Adams
- 2010 Linares: Topalov
- 2010 L'Avana: Ivančuk
- 2010 Bazna: Carlsen
- 2010 Dortmund: Ponomarëv
- 2010 Bilbao: Kramnik
- 2010 Nanchino (Pearl Spring): Carlsen
- 2010 Hoogeveen: Vachier-Lagrave
- 2010 Mosca (Tal Memorial): Aronyan, Karjakin, Məmmədyarov
- 2010 Londra: Carlsen
- 2011 Reggio Emilia (Capodanno): Həşimov
- 2011 Wijk aan Zee (Tata Steel): Nakamura
- 2011 Gibilterra: Ivančuk
- 2011 Kazan (Torneo dei Candidati): Gelfand
- 2011 San Paolo - Bilbao: Carlsen
- 2011 Hoogeveen: Kramnik
- 2011 Mosca (Tal Memorial): Carlsen
- 2011 Chanty-Mansijsk (Coppa del Mondo): Svidler
- 2011 Londra: Kramnik
- 2012 Reggio Emilia (Capodanno): Giri
- 2012 Wijk aan Zee (Tata Steel): Aronyan
- 2012 Mosca: Carlsen
- 2012 Dortmund: Caruana, Karjakin
- 2012 Biel: Wang
- 2012 Londra: Topalov, Gelfand, Məmmədyarov
- 2012 San Paolo/Bilbao: Carlsen
- 2012 Bucarest: Ivančuk
- 2012 Tashkent (Grand Prix): Karjakin, Wang Hao, Morozevich
- 2012 Londra: Carlsen
- 2013 Wijk aan Zee (Tata Steel): Carlsen
- 2013 Baden-Baden (Grenke): Anand
- 2013 Zug (Grand Prix): Topalov
- 2013 Zurigo: Caruana
- 2013 San Pietroburgo: Aronyan
- 2013 Mosca (Tal Memorial): Gelfand
- 2013 Tessalonica (Grand Prix): Domínguez
- 2013 Dortmund: Adams
- 2013 Londra (Torneo dei Candidati): Carlsen
- 2013 Pechino (Grand Prix): Mamedyarov
- 2013 Stavanger (Norway Chess): Karjakin
- 2013 Tromsø: (Coppa del Mondo): Kramnik
- 2013 Saint Louis(Sinquefield Cup): Carlsen
- 2013 Bilbao: Aronian
- 2013 Parigi: (Grand Prix): Caruana, Gelfand
- 2013 Bucarest: Caruana
- 2014 Wijk aan Zee (Tata Steel): Aronyan
- 2014 Zurigo: Carlsen
- 2014 Khanty-Mansisyk (Torneo dei Candidati): Anand
- 2014 Şəmkir (Gashimov Memorial): Carlsen
- 2014 Stavanger (Norway Chess): Karjakin
- 2014 Biel-Bienne: Vachier-Lagrave
- 2014 Dortmund: Caruana
- 2014 Saint Louis (Sinquefield Cup): Caruana
- 2014 Baku (Grand Prix): Caruana, Gelfand
- 2014 Tashkent (Grand Prix): Andreikin
- 2014 Bilbao: Anand
- 2014 Mosca (Tal Memorial): Grischuk
- 2014 Londra: Anand, Kramnik, Giri
- 2014 Doha: Yu
- 2015 Wijk aan Zee (Tata Steel): Carlsen
- 2015 Gibilterra: Nakamura
- 2015 Baden-Baden (Grenke): Carlsen
- 2015 Zurigo: Nakamura
- 2015 Tbilisi (Grand Prix): Tomaševskij
- 2015 Şəmkir: Carlsen
- 2015 Khanty-Mansisyk (Grand Prix):Jakovenko, Caruana, Nakamura
- 2015 Stavanger (Norway Chess - Grand Chess Tour): Topalov
- 2015 Dortmund: Caruana
- 2015 Saint Louis (Grand Chess Tour): Aronyan
- 2015 Las Vegas: Nakamura
- 2015 Baku (Coppa del Mondo): Karjakin
- 2015 Bilbao: So
- 2015 Londra (Grand Chess Tour): Carlsen
- 2015 Doha: Carlsen
- 2016 Wijk aan Zee (Tata Steel): Carlsen
- 2016 Gibilterra: Nakamura
- 2016 Mosca (Torneo dei Candidati): Karjakin
- 2016 Stavanger (Norway Chess): Carlsen
- 2016 Şəmkir (Gashimov Memorial): Mamedyarov
- 2016 Dortmund: Vachier-Lagrave
- 2016 Bilbao: Carlsen
- 2016 Saint Louis (Grand Chess Tour): So
- 2016 Mosca (Tal Memorial): Nepomniachtchi
- 2016 Londra (Grand Chess Tour): So
- 2017 Wijk aan Zee (Tata Steel): So
- 2017 Gibilterra: Nakamura
- 2017 Shenzhen: Ding
- 2017 Sharjah (Grand Prix 2017): Grischuk, Mamedyarov, Vachier-Lagrave
- 2017 Şəmkir (Gashimov Memorial): Mamedyarov
- 2017 Karlsruhe/Baden-Baden (Grenke): Aronyan
- 2017 Mosca (Grand Prix 2017): Ding
- 2017 Stavanger (Norway Chess): Aronyan
- 2017 Ginevra (Grand Prix 2017): Radjabov
- 2017 Dortmund: Wojtaszek
- 2017 Saint Louis  (Grand Chess Tour) Vachier-Lagrave
- 2017 Tbilisi (Coppa del Mondo): Aronyan
- 2017 Isola di Man: Carlsen
- 2017 Palma di Maiorca (Grand Prix): Aronyan, Jakovenko
- 2017 Londra (Grand Chess Tour): Caruana
- 2018 Wijk aan Zee (Tata Steel): Carlsen
- 2018 Gibilterra: Aronyan
- 2018 Berlino (Torneo dei Candidati): Caruana
- 2018 Karlsruhe/Baden-Baden: Caruana
- 2018 Şəmkir (Gashimov Memorial): Carlsen
- 2018 Stavanger (Norway Chess): Caruana
- 2018 Dortmund: Nepomniachtchi
- 2018 Biel-Bienne: Mamedyarov
- 2018 Saint Louis (Grand Chess Tour): Carlsen, Aronyan, Caruana
- 2018 Shenzhen: Vachier-Lagrave, Ding, Giri
- 2018 Isola di Man: Wojtaszek
- 2018 Londra (Grand Chess Tour): Nakamura
- 2019 Wijk aan Zee (Tata Steel): Carlsen
- 2019 Gibilterra: Artemiev
- 2019 Mosca (Open Aeroflot): Külaots
- 2019 Praga: Vitiugov
- 2019 Şəmkir (Gashimov Memorial): Carlsen
- 2019 Shenzhen: Giri
- 2019 Karlsruhe/Baden-Baden (Grenke): Carlsen
- 2019 Mosca (Grand Prix 2019): Nepomniachtchi
- 2019 Stavanger (Norway Chess): Carlsen
- 2019 Filadelfia (World Open): Lê
- 2019 Zagabria (Grand Chess Tour): Carlsen
- 2019 Dortmund: Perez
- 2019 Riga (Grand Prix): Mamedyarov
- 2019 Riga (RTU Open): Kovalenko
- 2019 Saint Louis (Sinquefield - Grand Chess Tour): Ding
- 2019 Khanty-Mansiysk (Coppa del Mondo): Radjabov
- 2019 Isola di Man (FIDE Grand Swiss) : Wang
- 2019 Amburgo (Grand Prix): Griščuk
- 2019 Londra (Grand Chess Tour): Ding
- 2019 Gerusalemme (Grand Prix): Nepomniachtchi

## 2020-2029
- 2020 Wijk aan Zee (Tata Steel): Caruana
- 2020 Gibilterra: Paravyan
- 2020 Praga: Firouzja
- 2020 Mosca (Open Aeroflot): Suleymanli
- 2020 Stavanger (Norway Chess): Carlsen
- 2020-21 Ekaterinburg (Torneo dei Candidati): Nepomniachtchi
- 2021 Wijk aan Zee (Tata Steel): Van Foreest
- 2021 Bucarest (Grand Chess Tour): Mamedyarov
- 2021 Soči (Coppa del Mondo): Duda
- 2021 Saint Louis (Sinquefield Cup): Vachier-Lagrave
- 2021 Stavanger (Norway Chess): Carlsen
- 2021 Riga (FIDE Grand Swiss): Firouzja
- 2022 Wijk aan Zee (Tata Steel): Carlsen
- 2022 Saint Louis (American Cup): Caruana
- 2022 Berlino 1 (FIDE Grand Prix): Nakamura
- 2022 Belgrado (FIDE Grand Prix): Rapport
- 2022 Berlino 2 (FIDE Grand Prix): Wesley So
- 2022 Bucarest (Grand Chess Tour): Vachier-Lagrave
- 2022 Stavanger (Norway Chess): Carlsen
- 2022 Madrid (Torneo dei Candidati): Nepomniachtchi
- 2022 Saint Louis (Sinquefield Cup): Firouzja
- 2023 Wijk aan Zee (Tata Steel): Giri
- 2023 Stavanger (Norway Chess): Nakamura
- 2023 Saint Louis (American Cup): Nakamura
- 2023 Bucarest (Grand Chess Tour): Caruana
- 2023 Saint Louis (Sinquefield Cup): Caruana
- 2023 Baku (Coppa del Mondo): Carlsen
- 2023 Douglas (Isola di Man) (FIDE Grand Swiss): Vidit
- 2023 Chennaiː Gukesh
- 2024 Wijk aan Zee (Tata Steel): Wei Yi
- 2024 Mosca (Open Aeroflot): Tabatabaei
- 2024 Saint Louis (American Cup): Aronian
- 2024 Toronto (Torneo dei Candidati): Gukesh
- 2024 Stavanger (Norway Chess): Carlsen
- 2024 Bucarest (Grand Chess Tour): Caruana
- 2024 Saint Louis (Sinquefield Cup): Firouzja
- 2024 Chennaiː Aravindh
- 2025 Wijk aan Zee (Tata Steel): Praggnanandhaa
- 2025 Mosca (Open Aeroflot): Nepomniachtchi
- 2025 Praga: Aravindh
- 2025 Saint Louis (American Cup): Nakamura
- 2025 Bucarest (Grand Chess Tour): Praggnanandhaa
- 2025 Stavanger (Norway Chess): Carlsen
- 2025 Chennaiː Keymer
- 2025 Saint Louis (Sinquefield Cup):
- 2025 Samarcanda (FIDE Grand Swiss):